# Смайя, Резарта
Резарта Смайя (алб. Rezarta Smaja; род. 23 мая 1984, Шкодер, Албания) — албанская певица.
Резарта Смайя родилась 23 мая 1984 года в городе Шкодер на севере Албании. Она начала музыкальную карьеру в рок-группе в своём родном городе. Она начала профессиональную карьеру после участия в конкурсе Ethet (Албанский идол). где она одержала победу. Несмотря на отсутствие вокального опыта, Смайя решила участвовать в ряде музыкальных конкурсов Албании: Top Fest, Kënga Magjike и Festivali i Këngës. С того времени она переехала в Тирану.
Её последнее выступление было на конкурсе Kënga Magjike в 2014 году с песней «Shpirt i lirë» (Свободная душа). После этого она приняла участие в Festivali i Këngës 53 (в 2014 году), с песней «Më rrëmbe» (Возьми меня с собой). Песня была написана Dr. Flori, албанского певца и композитора, умершего в ноябре 2014 года от передозировки наркотиков. При этом Dr. Flori надеялся, что представит Албанию на конкурсе песни Евровидение-2015. Резарта Смайя прошла в финал, заняв 7-е место.
Далее она приняла участие в Festivali i Këngës 54 (национальный отбор на Евровидение 2016) с песней «Dashuri në përjetësi» (Вечная любовь), в дуэте с Клодианом Качани. Они заняли 4-е место в финале. Спустя два года она приняла участие в Festivali i Këngës 56 с песней «Ra një yll» (Упавшая звезда), в дуэте с Луизом Эйлли. Они прошли в финал, но не смогли войти в тройку сильнейших.

## Дискография

### Синглы
- 2009 — «Pranë dhe larg» (Рядом и далеко)
- 2012 — «Ti» (Ты)
- 2013 — «Në zemër» (В моём сердце)
- 2013 — «Dorëzuar» (Капитулировала)
- 2014 — «Shpirt i lirë» (Свободная душа)
- 2014 — «Më rrëmbe» (Возьми меня с собой)
- 2015 — «Dashuri në përjetësi» (Вечная любовь) (с Клодианом Качани)
- 2018 — «Ra një yll» (Упавшая звезда) (с Луисом Эйлли)